# Phare de Keskiniemi
Le phare de Keskiniemi (en finnois : Keskiniemen majakka) est un feu situé sur l'île d'Hailuoto dans le golfe de Botnie, près de la ville de Haukipudas  en Ostrobotnie du Nord, en Finlande.

## Histoire
Ce feu, mis en service en 1941, est situé sur un promontoire sur la côte nord-ouest de l'île Hailuoto. Il est situé proche de l'Amer de Keskiniemi et à environ 6 km au nord-est du phare de Marjaniemi.

## Description
Le phare est une structure métallique à claire-voie de 9 mètres de haut, avec une galerie et une lanterne octogonale blanche. La tour est peinte en blanc. Il émet, à une hauteur focale de 8,8 mètres, un éclat blanc toutes les 9 secondes. Sa portée nominale est de 6,5 milles nautiques (environ 12 km).
Identifiant : ARLHS : FIN080 - Amirauté : C4147.5 - NGA : 18477.

### Lien connexe
- Liste des phares de Finlande